# Siatka zgrzewana

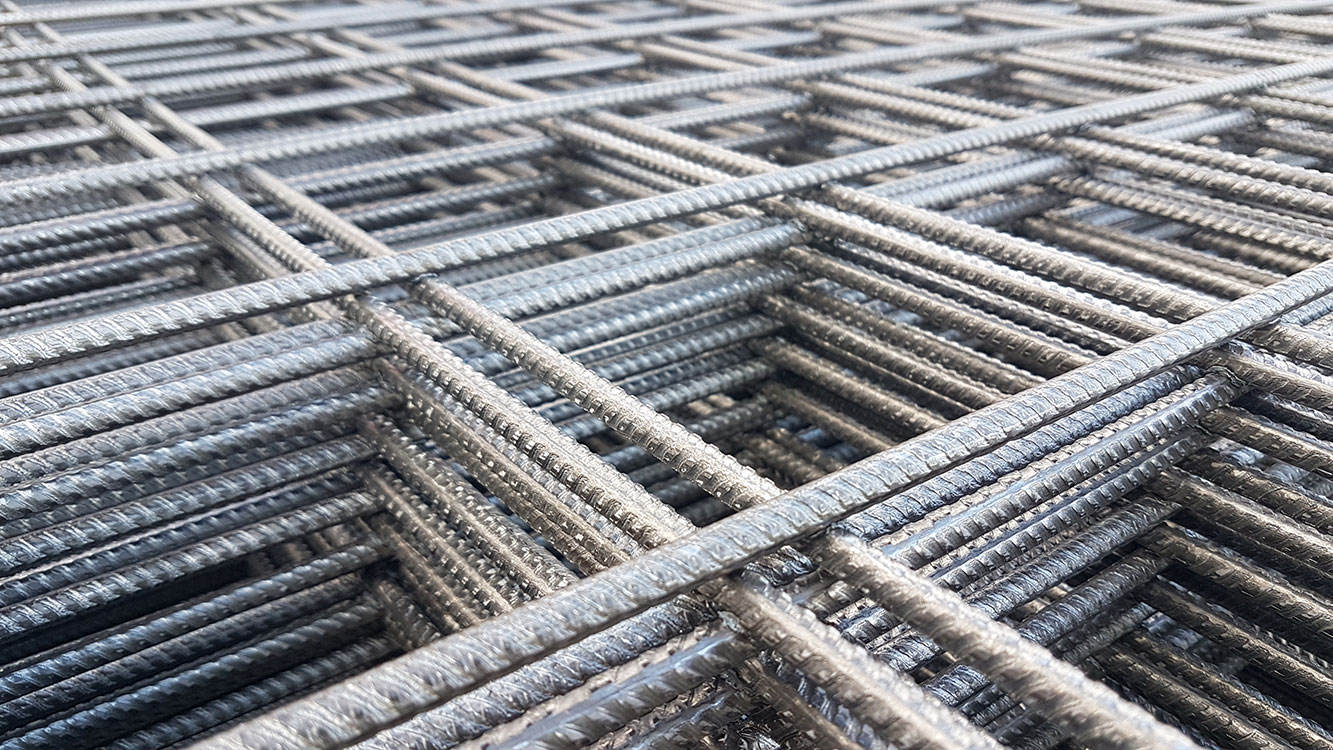
Siatka zgrzewana – widoczne użebrowanie prętów podłużnych oraz poprzecznych

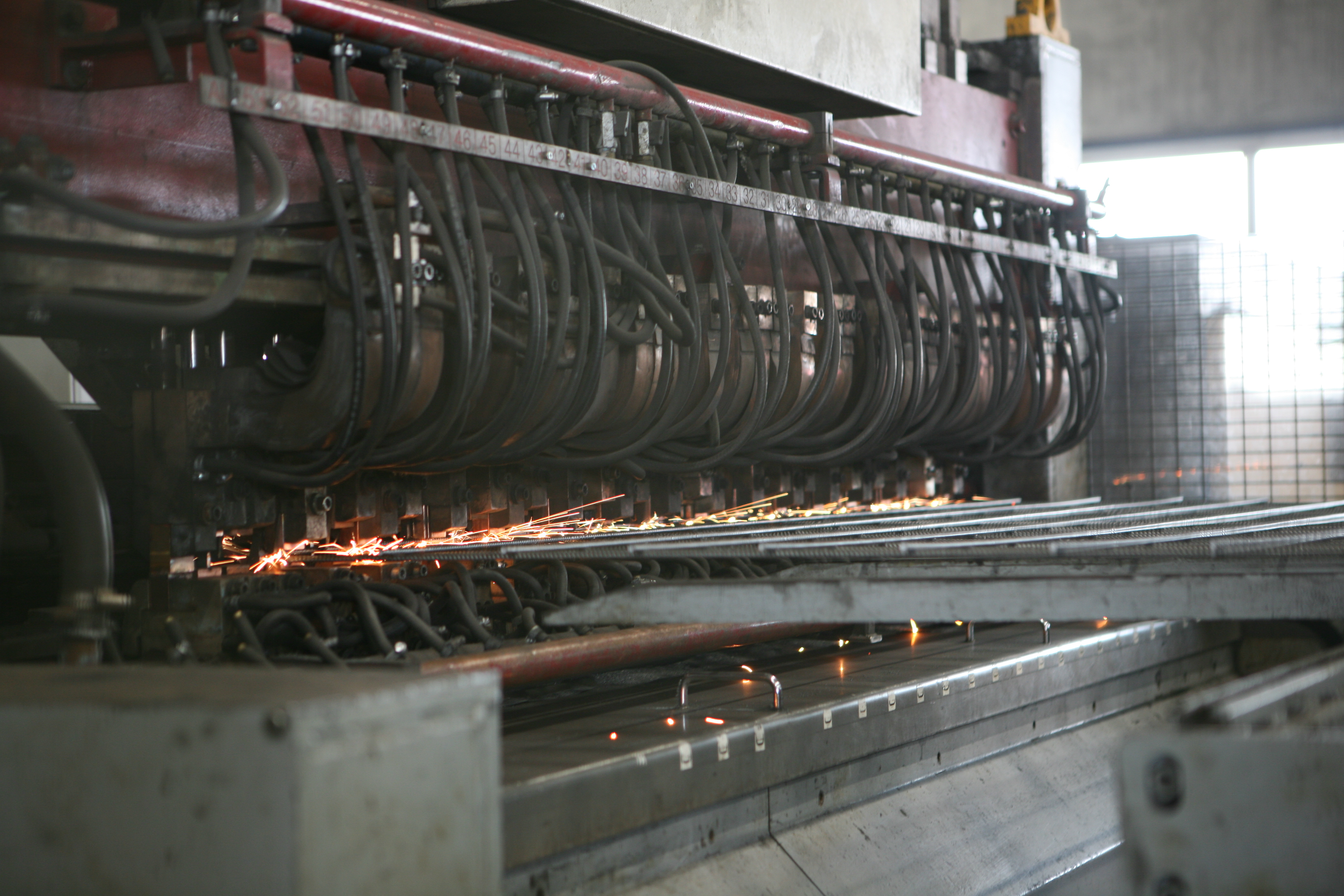
Siatka w trakcie zgrzewania

Siatka zgrzewana – wyrób budowlany, mający swe zastosowanie w konstrukcjach żelbetowych, składający się z krzyżujących się pod kątem prostym prętów zbrojeniowych, które w punktach połączeń są ze sobą zgrzane maszynowo. Pręty podłużne są pojedyncze lub podwójne, a pręty poprzeczne zawsze pojedyncze. Poprzez zastosowanie prętów podwójnych, podwaja się przekrój poprzeczny stali.

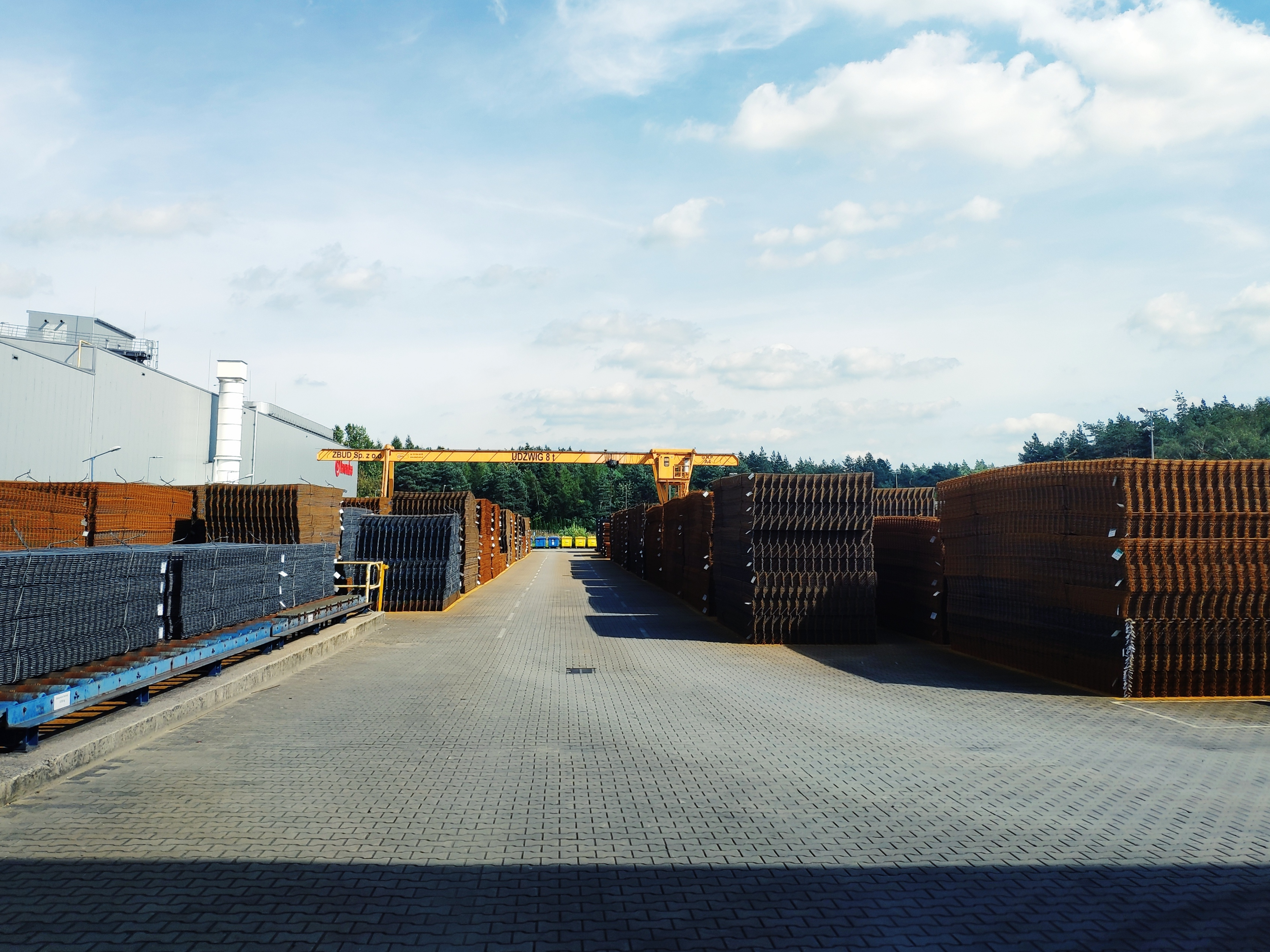
Siatki rozmieszczone na placu magazynowym

## Produkcja[3]
Siatki produkowane są przemysłowo w zakładach o kontrolowanej jakości, na maszynach półautomatycznych lub w pełni automatycznych.
Materiałem wyjściowym do produkcji siatek zgrzewanych jest walcówka, formowana i żebrowana poprzez walcowanie na zimno. Druty są łączone poprzez zgrzewanie oporowe, po uprzednim ich wyprostowaniu i pocięciu.

## Zabezpieczenie jakości[4]
Produkcja siatek zgrzewanych może odbywać się tylko w zakładach posiadających odpowiednie urządzenia zgrzewające i certyfikaty potwierdzające zgodność wyrobu z odpowiednimi normami i Krajowymi Ocenami Technicznymi. Powyższe jest podstawowym warunkiem dopuszczającym towar do obrotu na rynku budowlanym.
Producent ma obowiązek zabezpieczenia przy produkcji technologii pozwalającej otrzymać wymagane właściwości materiałów określone przez odpowiednie normy i kontrolowanie ich przez nadzór wewnętrzny, jak i zewnętrzny.
Wewnętrzny dział jakości nadzoruje każdy etap produkcji od momentu otrzymania wsadu, do momentu kiedy siatka zgrzewana opuszcza zakład. Kontrola obca to wszelkiego rodzaju audyty prowadzone przez zewnętrzne jednostki certyfikujące.

## Zastosowanie[5]
Siatki zgrzewane stosowane są zarówno w żelbetowych konstrukcjach monolitycznych, jak również przy produkcji gotowych prefabrykatów. W przypadku monolitycznych konstrukcji głównymi elementami stosowania siatek są płyty fundamentowe, stropy oraz ściany – w dużej mierze powierzchnie płaskie.
W dużych ilościach siatki są stosowane przede wszystkim w:
- budownictwie mieszkaniowym

- budowie budynków administracji i szpitali, szkół i marketów
- budowie instalacji dostarczania wody i oczyszczalni ścieków

- budowie dróg

## Klasyfikacja
Konstrukcja poszczególnych siatek zgrzewanych charakteryzuje się następującymi parametrami:
- Długością i szerokością siatek
- Liczbą i średnicami prętów podłużnych i poprzecznych
- Rozstawami i wysięgami prętów podłużnych i poprzecznych[1]

Średnice nominalne prętów łączonych (krzyżujących się) powinny być dobierane z zachowaniem następujących zależności:
dc/dg ⩾ 0,57 przy dg ⩽ 8,5 mm
dc/dg ⩾ 0,7 przy dg > 8,5 mm
Gdzie: dc – nominalna średnica cieńszego pręta; dg – nominalna średnica grubszego pręta
Obecnie na rynku polskim stosowane są siatki w gatunkach B500A, B500B oraz gorącowalcowane B500SP (Stal B500SP wytwarzana jest w procesie walcowania na gorąco i umacniania w technologii stretchingu.)

## Wymagania projektowe

### B500A
Klasa ciągliwości „A”. Przy projektowaniu konstrukcji żelbetowych zbrojonych siatkami przyjmowane są charakterystyczne i obliczeniowe wartości wytrzymałościowe jak dla stali B500A wg PN-EN 1992-1:2008 (Eurokod 2).
Zgrzewane siatki stalowe powinny być stosowane zgodnie z obowiązującymi normami i przepisami budowlanymi oraz projektem technicznym opracowanym dla określonego zastosowania.
| Oznaczenie | Drut mm | Długość mb | Szerokość mb | Oczko mm | Waga arkusza | Waga m² |
| ---------- | ------- | ---------- | ------------ | -------- | ------------ | ------- |
| Q131       | 5       | 5,00       | 2,15         | 150×150  | 22,50        | 2,09    |
| Q188       | 6       | 5,00       | 2,15         | 150×150  | 32,40        | 3,01    |
| Q188       | 6       | 6,00       | 2,30         | 150×150  | 41,70        | 3,02    |
| Q283       | 6       | 6,00       | 2,30         | 100×100  | 61,30        | 4,44    |
| Q142       | 6       | 6,00       | 2,30         | 200×200  | 31,30        | 2,27    |
| Q257       | 7       | 6,00       | 2,30         | 150×150  | 56,80        | 4,12    |
| Q335       | 8       | 6,00       | 2,30         | 150×150  | 74,30        | 5,38    |
| Q335       | 8       | 5,00       | 2,15         | 150×150  | 57,70        | 5,37    |
| Q252       | 8       | 6,00       | 2,30         | 200×200  | 55,70        | 4,04    |
| Q503       | 8       | 6,00       | 2,30         | 100×100  | 109,00       | 7,90    |
| Q523       | 10      | 5,00       | 2,15         | 150×150  | 90,05        | 8,38    |
| Q523       | 10      | 6,00       | 2,30         | 150×150  | 116,00       | 8,41    |
| Q393       | 10      | 6,00       | 2,30         | 200×200  | 87,00        | 6,30    |
| Q785       | 10      | 6,00       | 2,30         | 100×100  | 170,30       | 12,34   |
| Q754       | 12      | 6,00       | 2,30         | 150×150  | 166,90       | 12,09   |
| Q1131      | 12      | 6,00       | 2,30         | 100×100  | 245,10       | 17,76   |

### B500B
Klasa ciągliwości „B”. Przy projektowaniu konstrukcji żelbetowych zbrojonych siatkami przyjmowane są charakterystyczne i obliczeniowe wartości wytrzymałościowe wg PN-EN 1992-1:2008 (Eurokod 2).
Zgrzewane siatki stalowe powinny być stosowane zgodnie z obowiązującymi normami i przepisami budowlanymi oraz projektem technicznym opracowanym dla określonego zastosowania.

### B500SP
B500SP jest to stal o podwyższonej ciągliwości w stosunku do stali w klasie „C”. Jest ona produkowana w oparciu o normę: PN-H-93220:2018
Przy projektowaniu konstrukcji żelbetowych zbrojonych siatkami przyjmowane są charakterystyczne i obliczeniowe wartości wytrzymałościowe jak dla stali:
Klasa ciągliwości: C wg normy PN-EN 1992-1-1:2008 (Eurokod 2)
Średnice drutu: 8,0 ÷ 12,0 mm – ITB-KOT-2018/0662
Średnice drutu: Ø 8,0; Ø 10,0; Ø 12,0 mm – IBDiM-KOT-2018/0237
Zgrzewane siatki stalowe powinny być stosowane zgodnie z obowiązującymi normami i przepisami budowlanymi oraz projektem technicznym opracowanym dla określonego zastosowania z uwzględnieniem KOT.
Siatki B500SP mogą być stosowane do zbrojenia konstrukcji żelbetowych, pracujących pod obciążeniami dynamicznymi i wielokrotnie zmiennymi (drogowych i kolejowych obiektów inżynieryjnych, dróg publicznych i wewnętrznych, kolei miejskich i lotnisk cywilnych).
| Oznaczenie | Drut mm | Długość mb | Szerokość mb | Oczko mm | Waga arkusza | Waga m² |
| ---------- | ------- | ---------- | ------------ | -------- | ------------ | ------- |
| Q252       | 8       | 6,00       | 2,30         | 200×200  | 55,70        | 4,04    |
| Q335       | 8       | 5,00       | 2,15         | 150×150  | 57,70        | 5,37    |
| Q335       | 8       | 6,00       | 2,30         | 150×150  | 74,30        | 5,38    |
| Q503       | 8       | 6,00       | 2,30         | 100×100  | 109,00       | 7,90    |
| Q393       | 10      | 6,00       | 2,30         | 200×200  | 87,00        | 6,30    |
| Q523       | 10      | 5,00       | 2,15         | 150×150  | 90,05        | 8,38    |
| Q523       | 10      | 6,00       | 2,30         | 150×150  | 116,00       | 8,41    |
| Q785       | 10      | 6,00       | 2,30         | 100×100  | 170,30       | 12,34   |
| Q566       | 12      | 6,00       | 2,30         | 200×200  | 125,20       | 9,07    |
| Q754       | 12      | 6,00       | 2,30         | 150×150  | 166,90       | 12,09   |
| Q1131      | 12      | 6,00       | 2,30         | 100×100  | 245,10       | 17,76   |

## Siatki niestandardowe
Obecnie, oprócz siatek o standardowych kształtach, produkowane są również siatki o nietypowych kształtach, co poszerza zastosowanie tego wyrobu również do elementów o nietypowej geometrii. Poniżej przykłady takich siatek: